# Thani Thatuwen Piyabanna
Thani Thatuwen Piyabanna (Flying with one Wing) (singalès, තනි තටුවෙන් පියාඹන්න) és una pel·lícula de Sri Lanka en singalès de thriller dramàtic dirigida per Asoka Handagama i amb producció cinematogràfica femenina d'Upul Shantha Sannasgala. És protagonitzada per Anoma Janadari i Gayani Gisanthika en els papers principals juntament amb Mahendra Perera i W. Jayasiri. La música fou composta per Rohana Weerasinghe. És la 1003a pel·lícula de Sri Lanka al cinema singalès.
La pel·lícula va guanyar molts premis en festivals internacionals de cinema, tot i que va ser criticada a Sri Lanka a causa de moltes escenes de dones fumadores de tabac. La pel·lícula va ser considerada com la pel·lícula més revolucionària del sud d'Àsia al Festival Internacional de Cinema de Londres l'any 2002. El jurat del 20è Festival Internacional de Cinema de Torí celebrat a Itàlia va decidir assignar una menció especial a l'actriu Anoma Janadari pel seu paper a la pel·lícula.

## Sinopsi
Per tal d'evitar la discriminació de gènere imperant a Sri Lanka, una dona decideix fer-se passar per home per tal de buscar feina. Així aconsegueix treballar com a mecànic, i per tal de mantenir la situació decideix prendre una esposa.

## Repartiment
- Anoma Janadari com a La dona
- Gayani Gisanthika com a amiga de La Dona
- Mahendra Perera com a mecànic
- W. Jayasiri com a Doctor
- Jagath Chamila com a jugador de futbol
- Wilson Gunaratne com a propietari del garatge

## Reconeixement internacional
- Premi a la millor pel·lícula asiàtica 2002 al 15è Festival Internacional de Cinema de Tòquio.[9]
- Premi del jurat al Festival Internacional de Cinema Gai i Lèsbic de Barcelona (2003).[10]